# 僑光科技大学
僑光科技大学（きょうこうかぎだいがく、Overseas Chinese University）は、台湾台中市西屯区に位置する私立学院である。

## 歴史
| 年     | 月日 | 事跡                                                                                     |
| ------ | ---- | ---------------------------------------------------------------------------------------- |
| 1964年 | -    | 「僑光商業専科学校」として開校 五専の国際貿易、企業管理、会計統計、銀行保険の4学科を設置 |
| 1965年 | -    | 二専夜間部を設置                                                                         |
| 1983年 | -    | 二専日間部を設置                                                                         |
| 2000年 | -    | 「僑光技術学院」と改称                                                                   |
| 2009年 | -    | 「僑光科技大学」と改称                                                                   |

## 組織
| | |
| - 管理学院 - 管理研究所 - 企業管理学科 - 販売流通管理学科 - 情報管理学科 - 商学院 - 国際貿易学科 - 会計情報学科 - 財務金融学科 - 金融リスク管理学科 | - 人文学院 - 応用外国語学科 - 応用中国語学科 - 科技学院 - 情報テクノロジー学科 - 工業工学管理学科 - 環境資源管理学科 - 研究センター - グローバルロジステック管理研究センター - マルチメディア遠隔地教育センター - 金融教育サンター - 産学協力センター |